# Zelandalbia hopkinsi
Zelandalbia hopkinsi är en kvalsterart som först beskrevs av Imamura 1978.  Zelandalbia hopkinsi ingår i släktet Zelandalbia och familjen Aturidae. Inga underarter finns listade i Catalogue of Life.